# کلمان رسه
کلمان رُسه (به فرانسوی: Clément Rosset) (زادهٔ ۱۲ اکتبر ۱۹۳۹-درگذشته ۲۷ مارس ۲۰۱۸) در بارنویل-کارتره، فیلسوف پسامدرن فرانسوی است.

## زندگی‌نامه
کلمان رُسه از پدر و مادری اسپانیایی که به دلیل جنگ داخلی اسپانیا به فرانسه گریخته بودند، زاده شد. او در سال ۱۹۶۱ دکتری فلسفه گرفت و تا سال ۱۹۹۸ که بازنشسته شد، در دانشگاه نیس سوفیا آنتیپولیس به تدریس پرداخت. آرا و افکار فلسفی او بیش از همه تحت تأثیر آرتور شوپنهاور، فریدریش نیچه، هانری برگسون و ژاک لاکان بوده‌است. رُسه بیش از ۴۰ تألیف (از جمله کتاب معروف Le Réel et son double) و دو جایزهٔ ادبی در کارنامهٔ خود دارد.